# 采葉庭

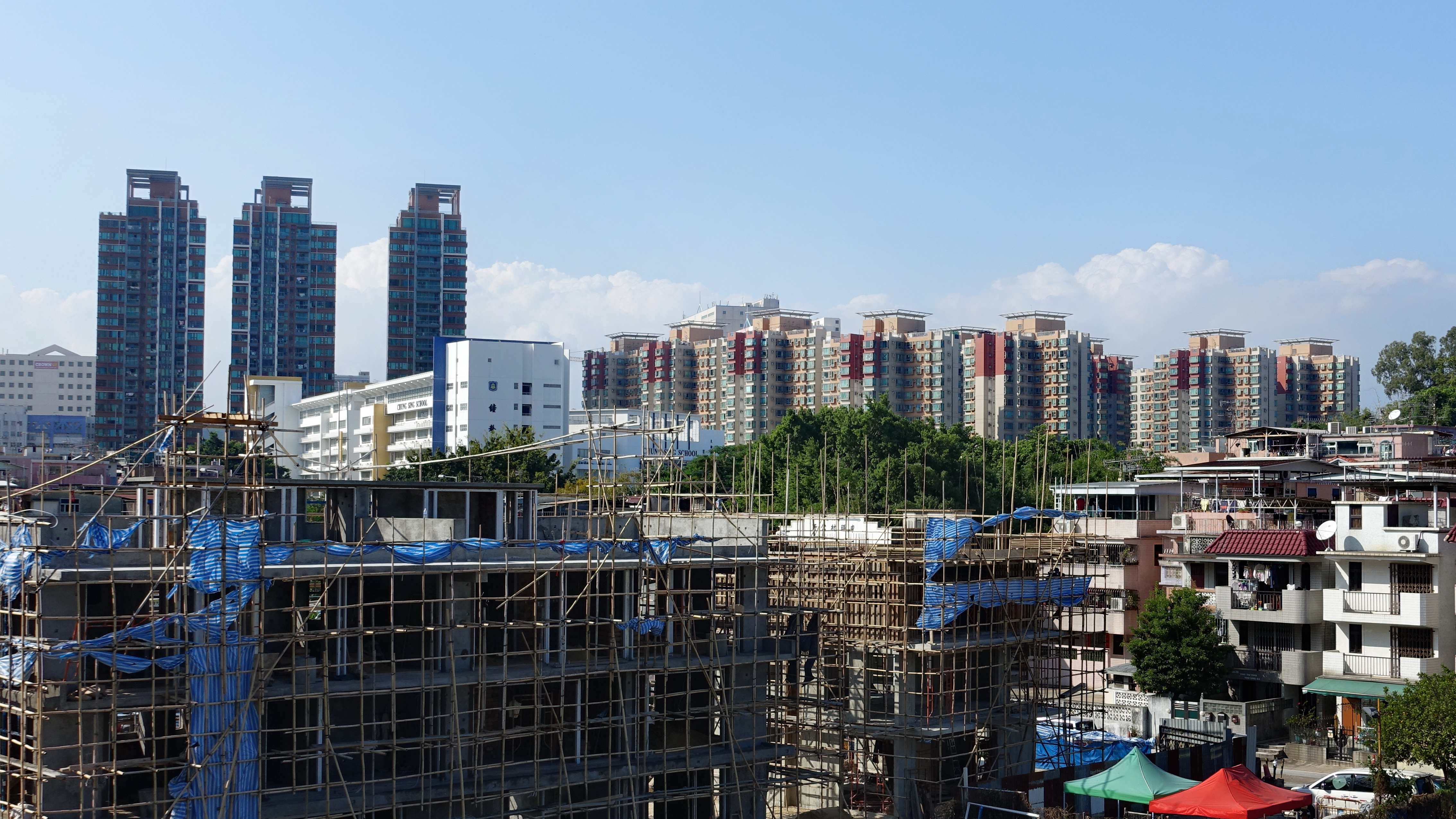
從元朗站G出入口行人天橋可眺望到采葉庭（右遠方）和尚豪庭（左遠方）

采葉庭（英語：The Parcville）是由香港新鴻基地產及新世界發展合作發展的一項低密度地產項目，位於香港新界元朗區元朗舊墟路33號，佔地30萬平方呎，建有14幢樓高13-15層的住宅大廈，共提供1,618個單位，由新鴻基地產旗下的康業服務負責管理。物業附設400個住客車位，於2002年落成及同年9月入伙，屋苑原址是山貝洪田村的水田和魚塘。 
采葉庭以環保為設計主題，是香港首個榮獲商界環保協會頒發香港建築環境評估「優秀」證書的屋苑。屋苑內有佔地約20萬平方呎的花園園林，種植了草本和木本的植物，而花園內灌溉的用水，由特設的大型儲水缸收集天然雨水供應。

## 環保設計
- 停車場採用半開放式設計，設有採光及通風口，讓通天大樹吸收自然陽光。
- 在節省能源方面，采葉庭提供了太陽能照明系統和風力發電。

## 資料來源與註釋
1. ↑   (PDF). 差餉物業估價署. 2020-10  [2020-11-04]. （原始内容存档 (PDF)于2021-01-08） （中文（香港））.

## 外部連結
- 采葉網 － 采葉庭非官方業主互動網站 （页面存档备份，存于）